# إي هيونغ تايك
إي هيونغ تايك ((الكورية: 이형택), من مواليد 3 يناير, 1976) هي لاعبة كرة المضرب من كوريا الجنوبية.

## روابط إضافية
- إي هيونغ تايك على موقع رابطة محترفي التنس (الإنجليزية)
- إي هيونغ تايك على موقع الاتحاد الدولي لكرة المضرب (الإنجليزية)
- إي هيونغ تايك على موقع كأس ديفيز (الإنجليزية)
- إي هيونغ تايك على موقع خلاصة التنس.كوم (الإنجليزية)
- إي هيونغ تايك على موقع أوليمبيديا (الإنجليزية)
- Lee Recent Match Results
- Lee World Ranking History
- Korean Men Recent Match Results
- ATP interview[وصلة مكسورة]